# Ossip Mandelstam
Pour les articles homonymes, voir Mandelstam.
Œuvres principales
Les cahiers de Voronej, Pierre, Voyage en Arménie, Le Bruit du temps, Le Timbre égyptien, La Quatrième Prose
Ossip Emilievitch Mandelstam (en russe : О́сип Эми́льевич Мандельшта́м), né le 3 janvier 1891 (15 janvier dans le calendrier grégorien) à Varsovie et mort le 27 décembre 1938 à Vladivostok, est un poète et essayiste russe.
Il est l'un des principaux représentants de l'acméisme, dans la période dite de l'âge d'argent que la poésie russe connaît peu avant la révolution d'Octobre.
Il écrit en 1933 une Épigramme contre Staline, qui lui vaut arrestation, exil, et finalement mort durant sa déportation vers la Kolyma au camp de transit de Vladperpunkt adjoint à la gare de Vtoraïa Retchka à Vladivostok.

## Éléments biographiques

### Jeunesse

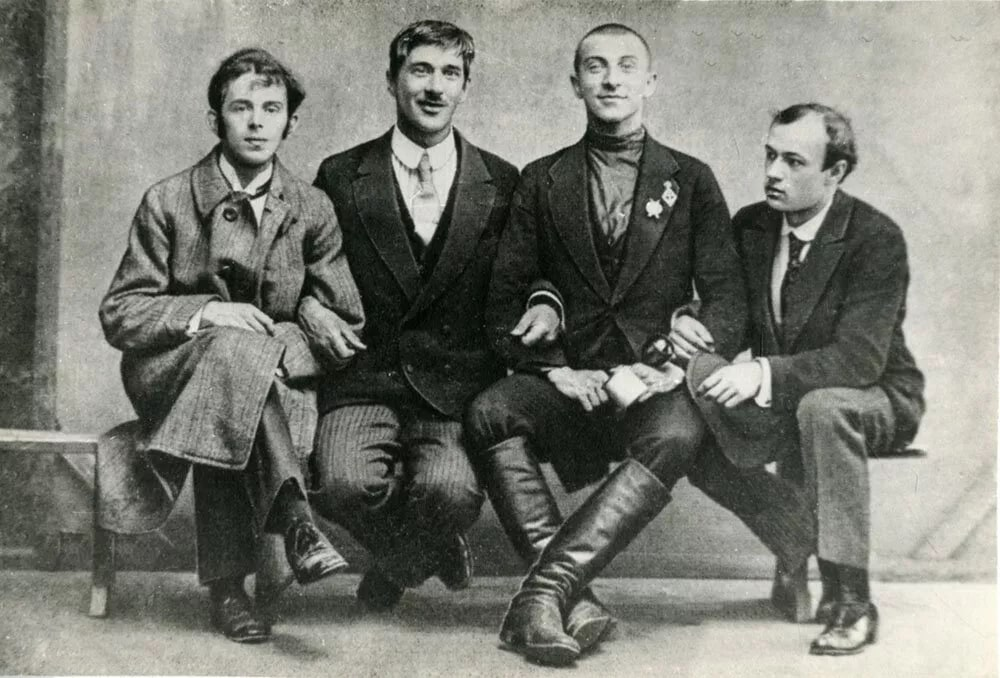
O. Mandelstam (à gauche) avec Tchoukovski, Livchits et Annenkov en 1914 (photographie de Karl Bulla).

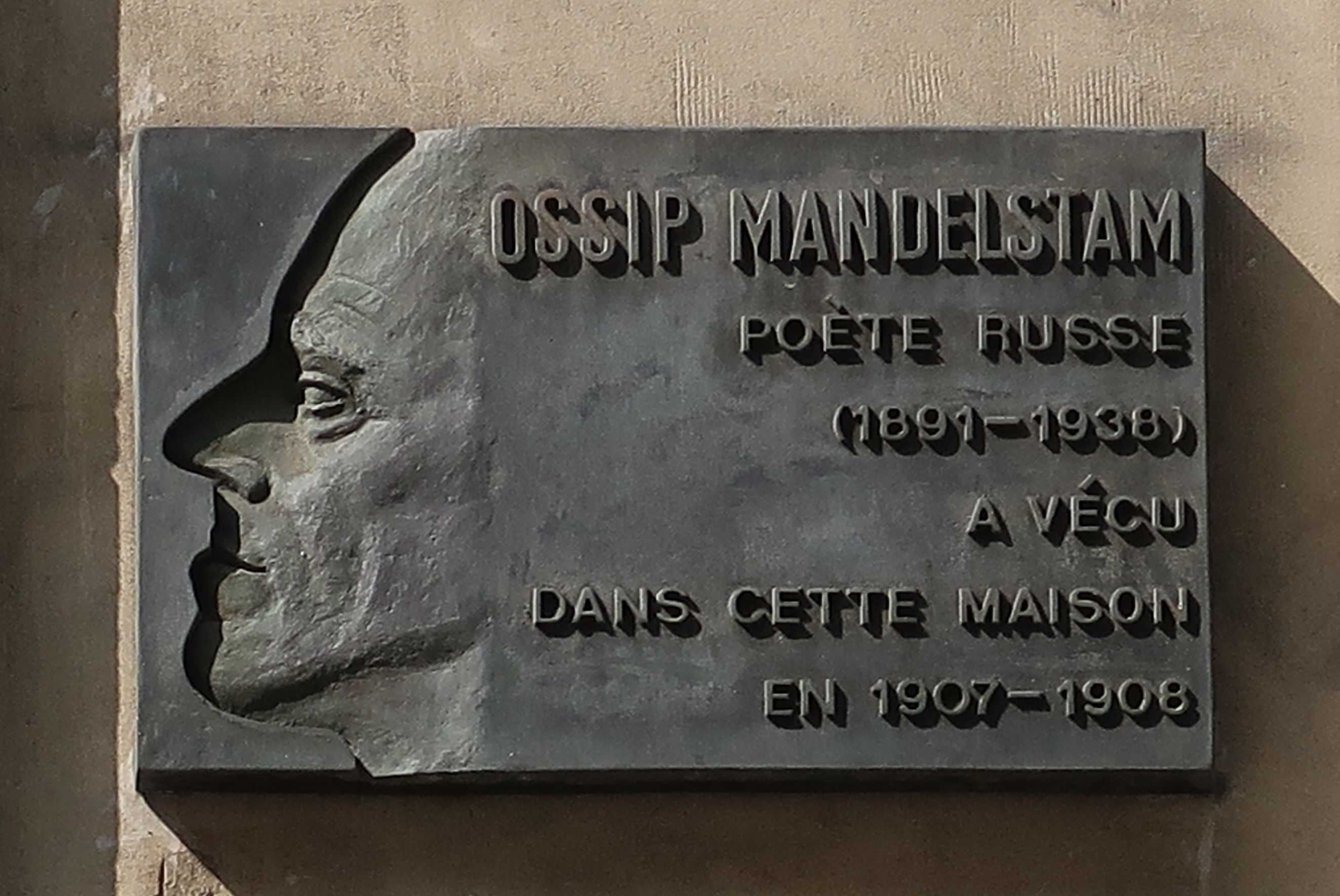
Plaque au no 12 rue de la Sorbonne, où il vécut.

Ossip Mandelstam naît dans une famille juive peu pratiquante. Son père est un commerçant en maroquinerie et sa mère enseigne le piano. Il est élevé par des tuteurs et des gouvernantes.
À Saint-Pétersbourg, il suit les cours de la prestigieuse école Tenichev (1900-1907). D'octobre 1907 à mai 1908, il est étudiant à la Sorbonne à Paris où il suit les cours de Joseph Bédier et d'Henri Bergson qui auront une influence sur son œuvre future. Il y découvre la poésie de Verlaine. Ne pouvant rentrer à l'université de Saint-Pétersbourg en raison des quotas limitant les inscriptions des étudiants juifs, il part en septembre 1909 pour l'Allemagne, où il étudie la littérature française ancienne et l'histoire de l'art à l’université de Heidelberg (jusqu'en 1910).
De 1911 à 1917, il étudie la philosophie à l’université de Saint-Pétersbourg où il a pu s'inscrire après s'être fait baptiser, en 1911, selon le rite méthodiste-épiscopal, marginal en Russie tsariste.
Mandelstam est membre de la Guilde des poètes à partir de 1911. Ses premiers poèmes paraissent en 1910 dans la revue Apollon.
Il a une courte liaison avec Marina Tsvetaïeva de janvier à juin 1916.
Il se lie avec Boris Pasternak (lors des funérailles de Lénine).

### L'acméisme

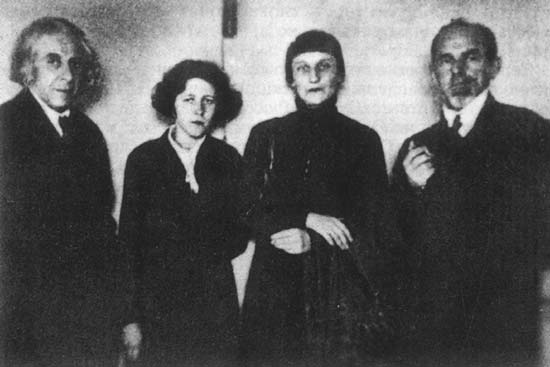
Gueorgui Tchoulkov, Maria Petrovikh, Anna Akhmatova, O. Mandelstam, dans les années 1930.

Avec Anna Akhmatova et Mikhaïl Kouzmine, il est l'une des principales figures de l'école acméiste fondée par Nikolaï Goumilev et Sergueï Gorodetski.
En définissant l'acméisme comme « la nostalgie de la culture universelle », il donne la clef de sa propre poésie, qui actualise par la musique du mot l'univers intemporel de la culture pérenne où celui-ci plonge ses racines.
Il rejette le symbolisme russe. C'est pourquoi dans son œuvre une place centrale est accordée au mot considéré comme phénomène acoustique et aussi comme réalité architecturale : « les mots sont des pierres, "voix de la matière" autant que matière de la voix ».
Ses nombreux textes en prose gravitent autour des trois recueils qu’il a écrits : Pierre (en russe «Камень», Kamen), avec lequel il obtient la reconnaissance, paru en 1912, Tristia en 1922, qui confirmera son statut de poète, dont l'œuvre annonce avec une ironie tragique, par la référence à Ovide, l’exil au cours duquel il écrira en 1935 et 1937 Les Cahiers de Voronèj, son œuvre ultime.
Dans La Quatrième prose, il réplique de façon virulente à une accusation de plagiat dont il est victime. À travers son accusateur, Arkadi Gornfeld (en) (1867-1941), c'est le groupe littéraire stalinien qu'il vise. Mandelstam exprime ses convictions les plus profondes sur la nature du travail littéraire avec un style tournoyant où le sens poétique décomplexé scrute à la surface une prose surprenante.
L'œuvre de Mandelstam a influencé de nombreux poètes, parmi lesquels Paul Celan qui lui dédie son recueil La Rose de personne, André du Bouchet ou Philippe Jaccottet et, parmi les plus jeunes, Serge Venturini qui lui dédia son premier livre.

### Contre-révolutionnaire?

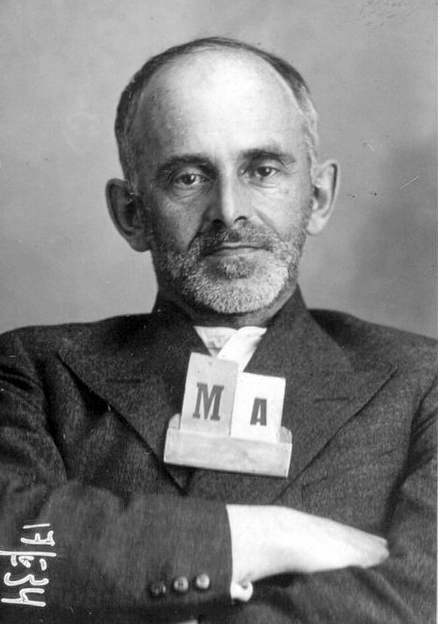
Ossip Mandelstam en 1934, fichier du NKVD après sa première arrestation.

Ossip Emilievitch Mandelstam, malgré toutes les circonstances malheureuses, ne cessa jamais d’être poète.
Dans les années 1920, Mandelstam pourvoit à ses besoins en écrivant des livres pour enfants et en traduisant des œuvres d'Upton Sinclair, de Jules Romains, de Charles De Coster, entre autres. Il ne compose pas de poèmes de 1920 à 1925 et se tourne vers la prose.
O. Mandelstam se voit comme un marginal et établit un parallèle entre son sort et celui de Pouchkine. La préservation de la culture traditionnelle prend pour lui un rôle central et les autorités soviétiques mettent en doute – à raison – sa loyauté vis-à-vis du régime bolchevique.
Quelques années plus tard, en 1930, alors qu'il est de plus en plus suspecté d'« activité contre-révolutionnaire », Mandelstam part pour l'Arménie avec sa femme Nadejda, où il écrit son Voyage en Arménie. À son retour en Russie, il revient à la poésie après un silence de cinq ans. Il a rencontré et s'est lié d'amitié en Arménie avec l'entomologiste et poète Boris Kouzine, qui lui a redonné l'envie d'écrire de la poésie. Mandelstam était aussi intéressé par les vues du biologiste sur la question de l'évolution et l'apparition de formes nouvelles dans la nature. Avant même sa rencontre avec Kouzine, Mandelstam avait écrit « l'étude de la poésie ne deviendrait une science que lorsqu'on y appliquerait les méthodes de la biologie ».
À Voronej, il poursuit une œuvre douloureusement solitaire et courageusement novatrice dans un climat très hostile et de plus en plus dangereux, comme pour Meyerhold.

À l'automne 1933, il compose un bref poème de seize vers, une Épigramme contre Staline, Le Montagnard du Kremlin : 

« Nous vivons sourds à la terre sous nos pieds,

À dix pas personne ne discerne nos paroles.

On entend seulement le montagnard du Kremlin,

Le bourreau et l'assassin de moujiks.

Ses doigts sont gras comme des vers,

Des mots de plomb tombent de ses lèvres.

Sa moustache de cafard nargue,

Et la peau de ses bottes luit.
Autour, une cohue de chefs aux cous de poulet,

Les sous-hommes zélés dont il joue.

Ils hennissent, miaulent, gémissent,

Lui seul tempête et désigne.

Comme des fers à cheval, il forge ses décrets,

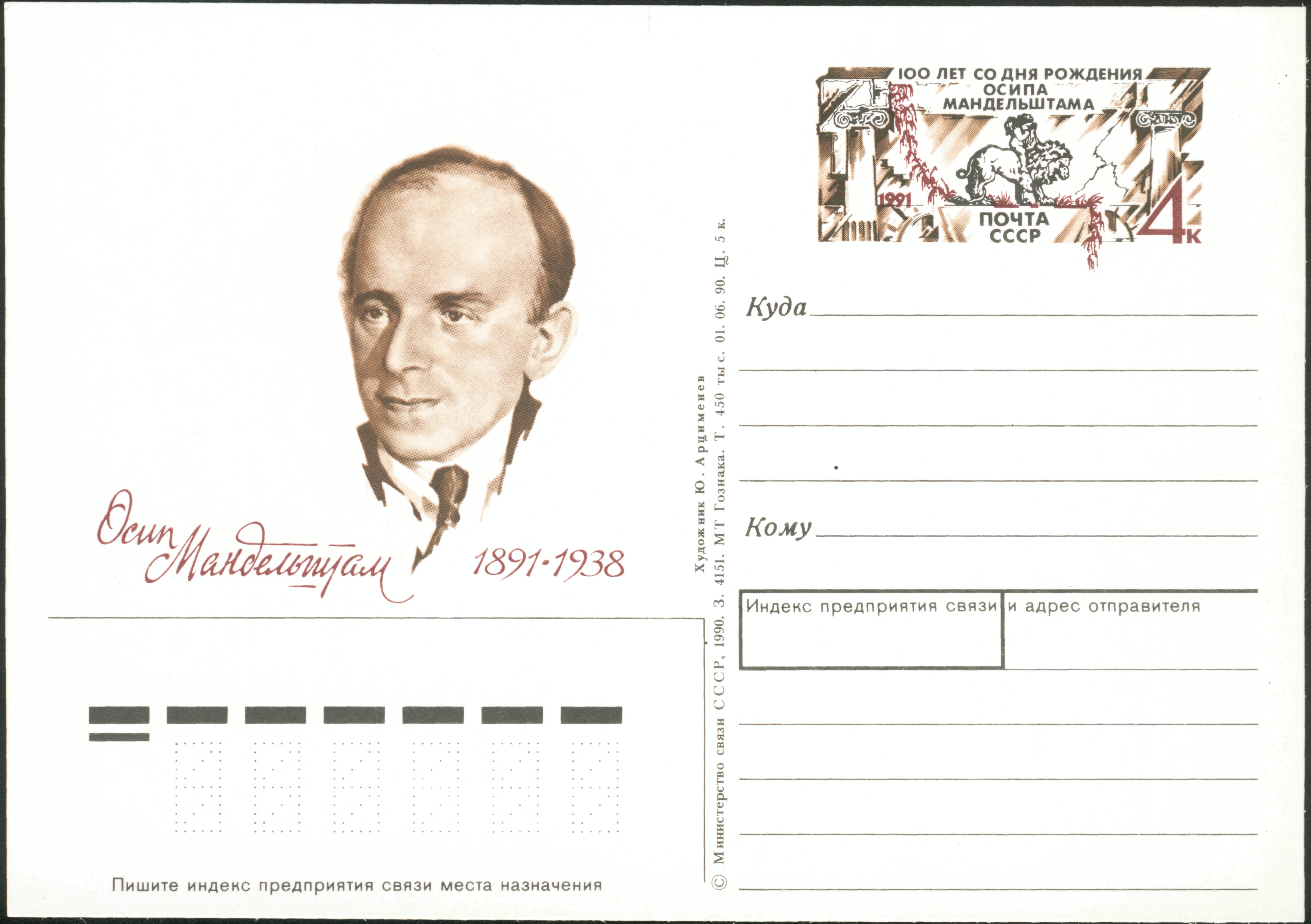
Carte postale de 1991 en son honneur.

Qu'il jette à la tête, à l'œil, à l'aine.

Chaque mise à mort est une fête,

Et vaste est l'appétit de l'Ossète. »

### Perquisition et arrestation
Mandelstam reçoit la visite de trois agents de la Guépéou dans la nuit du 16 au 17 mai 1934, au no 5 ruelle Nachtchokine, appartement 26. Ils l'arrêtent et perquisitionnent le domicile grâce à un mandat d’arrêt signé de Guenrikh Iagoda. Son épouse racontera cette nuit dans ses Souvenirs. Dans un poème de ces années-là – L’appartement, silence de papier –, il écrit : « Si minces, les maudites parois, / Plus d’issue nulle part » . Akhmatova est présente. Elle pourra ainsi témoigner de cette nuit des spectres. Mandelstam quitte sa femme et ses amis à 7 heures du matin pour la Loubianka. Tous les manuscrits sont confisqués, lettres, répertoire de téléphone et d’adresses, ainsi que des feuilles manuscrites, quarante-huit au total.
Cette épigramme sera plus tard cataloguée comme « document contre-révolutionnaire sans exemple » par le quartier général de la police secrète[réf. nécessaire]. Pour Vitali Chentalinski, c’était « plus qu’un poème : un acte désespéré d’audace et de courage civil dont on n’a pas d’analogie dans l’histoire de la littérature. En réalité, en refusant de renier son œuvre, le poète signait ainsi sa condamnation à mort. Était-ce le désespoir seul qui faisait bouger sa main ? Ou l’incapacité de feindre, de mentir ? ». Cependant, Staline n'a pas eu connaissance de ce « poème terroriste ».

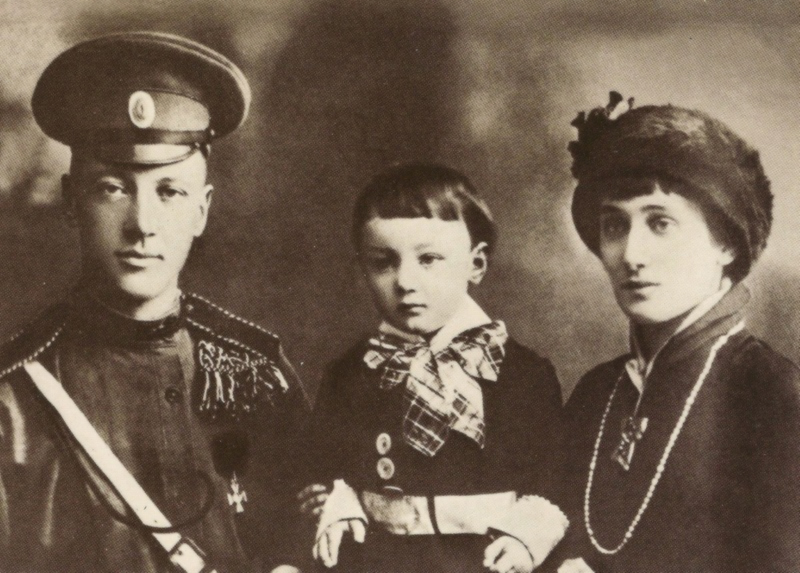
Nikolaï Goumilev et Anna Akhmatova, en 1916, avec leur fils, Lev Goumilev.

Malgré l'intervention d’Akhmatova auprès des autorités littéraires soviétiques et d'Avel Enoukidzé, celle de Nadejda auprès de Boukharine, la réponse de Pasternak à Staline, le verdict tombe le 26 mai 1934 : contrairement à Nikolaï Goumilev en 1921, le poète évite l'exécution et est condamné à trois ans de relégation à Tcherdyne, dans la région de Perm (Oural). Son épouse est convoquée à la Loubianka le 27 mai. Elle est autorisée à accompagner son mari en relégation. Après trois jours d'interrogatoire, à la suite d'une tentative ratée de suicide en raison d’une psychose traumatique aiguë, dans la nuit du 3 au 4 juin 1934, la sentence est révisée : le poète de quarante-quatre ans pourra choisir lui-même son lieu de relégation, sauf douze des principales villes de l’URSS. Il s’attend à une exécution imminente, sa santé défaille et il a des « hallucinations acoustiques ».

### Les Cahiers de Voronej

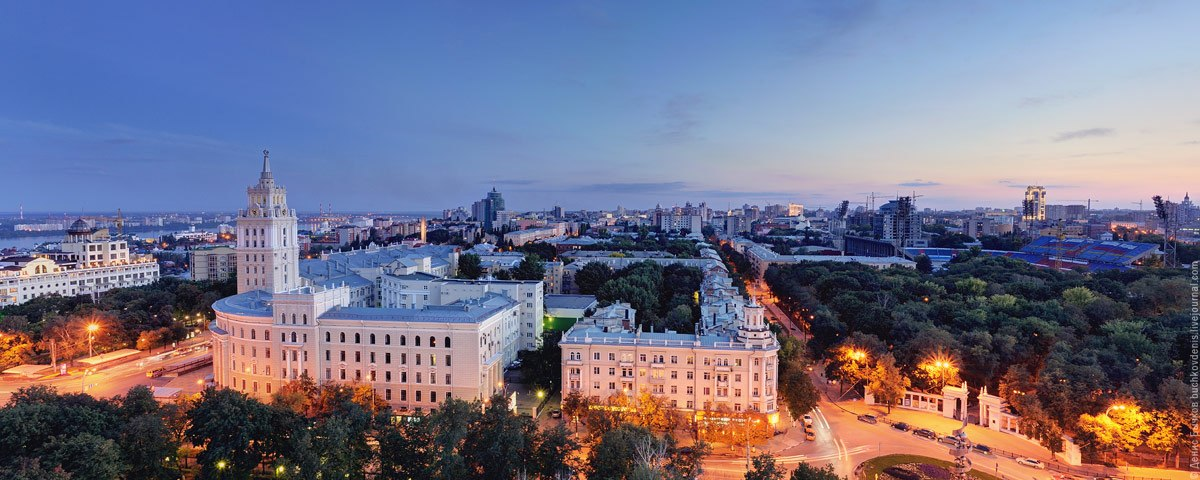
Vue d'ensemble de la ville de Voronej aujourd'hui.

Il choisit la ville de Voronej, « dans la région des Terres noires, en Russie centrale, à six cents kilomètres au sud de Moscou ».
Vers le 25 juin de la même année, le couple Mandelstam arrive dans les plaines de Voronej. Un poème nommé par le couple La mendiante témoigne de cette époque où ils errent en quête de pitance et d'un foyer. Il note à ses amis Akhmatova et Pasternak : « Je suppose que je ne devrais pas me plaindre. J'ai la chance de vivre dans un pays où la poésie compte. On tue des gens parce qu'ils en lisent, parce qu'ils en écrivent ».
Comme l'écrivait sa compagne-mendiante Nadejda, née Hazim, il se refusa à la catastrophe imminente de jeter une ombre sur la beauté de l'instant présent. Pourtant, que d'ombres dans la vie errante des Mandelstam. Jusqu'à l'ombre portée, l'ombre abstraite, projetée dans les mots, brûlant au cœur des mots, – les ombres des mots.
Entre les collines de Voronej, avant son ultime voyage pour la Sibérie et le camp de transit 3/10 de la gare de transit Vtoraïa Retchka près de Vladivostok, Mandelstam écrit les Cahiers de Voronej, « des poèmes d’une beauté et d’une forces indicibles » selon Anna Akhmatova (Feuillet du Journal, 1957).
Il y meurt à quarante-sept ans – « Ma santé est très mauvaise. Je suis maigre et complètement épuisé, presque méconnaissable, je ne sais si cela vaut la peine d’envoyer des vêtements et de l’argent » – le 27 décembre 1938, lors d’une séance de traitement de poux par grand froid, chez les zeks du baraquement no 11. Une épidémie de fièvre typhoïde sévit à ce moment dans le camp de transit[réf. nécessaire]. Balancé « dans un chariot avec d’autres cadavres, on l’emmena hors du camp pour le jeter dans une fosse commune ».

### Date de la mort d'Ossip Mandelstam
Nadejda Mandelstam décrit longuement son désarroi provoqué par son ignorance des conditions, du lieu et du moment de la mort de son mari dans le premier tome de ses mémoires Contre tout espoir. Souvenirs . Au début de l'année 1939, elle reçoit une convocation du bureau de poste, à Moscou, s'y rend et reçoit en retour un colis qu'elle avait envoyé à l'adresse du camp où se trouvait son mari avec la mention Le destinataire est décédé. Mais pour Nadejda, un gardien qui en aurait eu assez d'éplucher des listes de prisonniers au nom imprononçable aurait tout aussi bien pu rayer l'adresse et renvoyer le colis avec la mention Pour cause de décès du destinataire.
En juin 1940, Alexandre Mandelstam, le frère d'Ossip est convoqué au bureau d'état civil de Moscou où on lui remet le certificat de décès d'Ossip à l'intention de son épouse Nadejda. L'âge indiqué sur le certificat est quarante-sept ans et la date de la mort le 27 décembre 1938. Dans les archives de Dalstroï à Magadan l'original de l'acte a été retrouvé. L'heure de la mort est précisée : 12 h 30, le 28 décembre 1938. La cause du décès également : Arrêt cardiaque et artériosclérose.
Varlam Chalamov a composé sous le titre Cherry-Brandy un récit de la mort du poète Mandelstam au camp de transit vers la Kolyma, à Vladivostok, où lui-même était passé. Cherry-Brandy signifie dans le langage de Mandelstam avec ses amis : bêtise, fadaise et il l'utilise lui-même dans un poème daté de mars 1931 : « tout n'est que cherry-brandy, chimère ô mon cher ange » .
Le récit de Chalamov se termine sur ces notes macabres :
« Il mourut vers le soir. Mais on ne le raya des listes que deux jours plus tard. Pendant deux jours, ses ingénieux voisins parvinrent à toucher la ration du mort lors de la distribution quotidienne de pain : le mort levait le bras comme une marionnette. C'est ainsi qu'il mourut avant la date de sa mort, détail de la plus haute importance pour ses futurs biographes ».

## Réhabilitation et postérité
En 1956, pendant le « dégel » de la déstalinisation, Mandelstam fut partiellement réhabilité et disculpé des accusations portées contre lui en 1938 mais ce n’est que le 28 octobre 1987, sous le gouvernement de Mikhaïl Gorbatchev qu’il fut pleinement lavé des accusations de 1934.
En 1977, la petite planète 3461 Mandelstam, découverte par l'astronome soviétique Nikolaï Stepanovitch Tchernykh, fut baptisée d’après son nom.
Ce poète ne sera pleinement connu et reconnu internationalement que dans les années 1970, plus de trente ans après sa mort, à la publication de ses œuvres en Occident et en Union soviétique.
Sa veuve Nadejda Mandelstam œuvra pour la conservation de la mémoire de textes inédits de son mari, ayant appris par cœur des poèmes clandestins qu'il avait créés. Elle publia aussi ses propres mémoires, Espoir contre espoir (1970) et Fin de l’espoir (1974), qui décrivent leur vie et l’ère stalinienne. Cela contre tout espoir comme devait l’écrire Nadejda, il aura opposé sa voix, car selon Varlam Chalamov : « Il ne vivait pas pour la poésie, il vivait par elle. Et maintenant il était évident, il était clair de façon perceptible que l'inspiration, c'était la vie : il lui était donné de savoir avant de mourir que la vie, c’était l’inspiration, oui, l'inspiration ».

## Œuvres

### En russe

#### Poésie

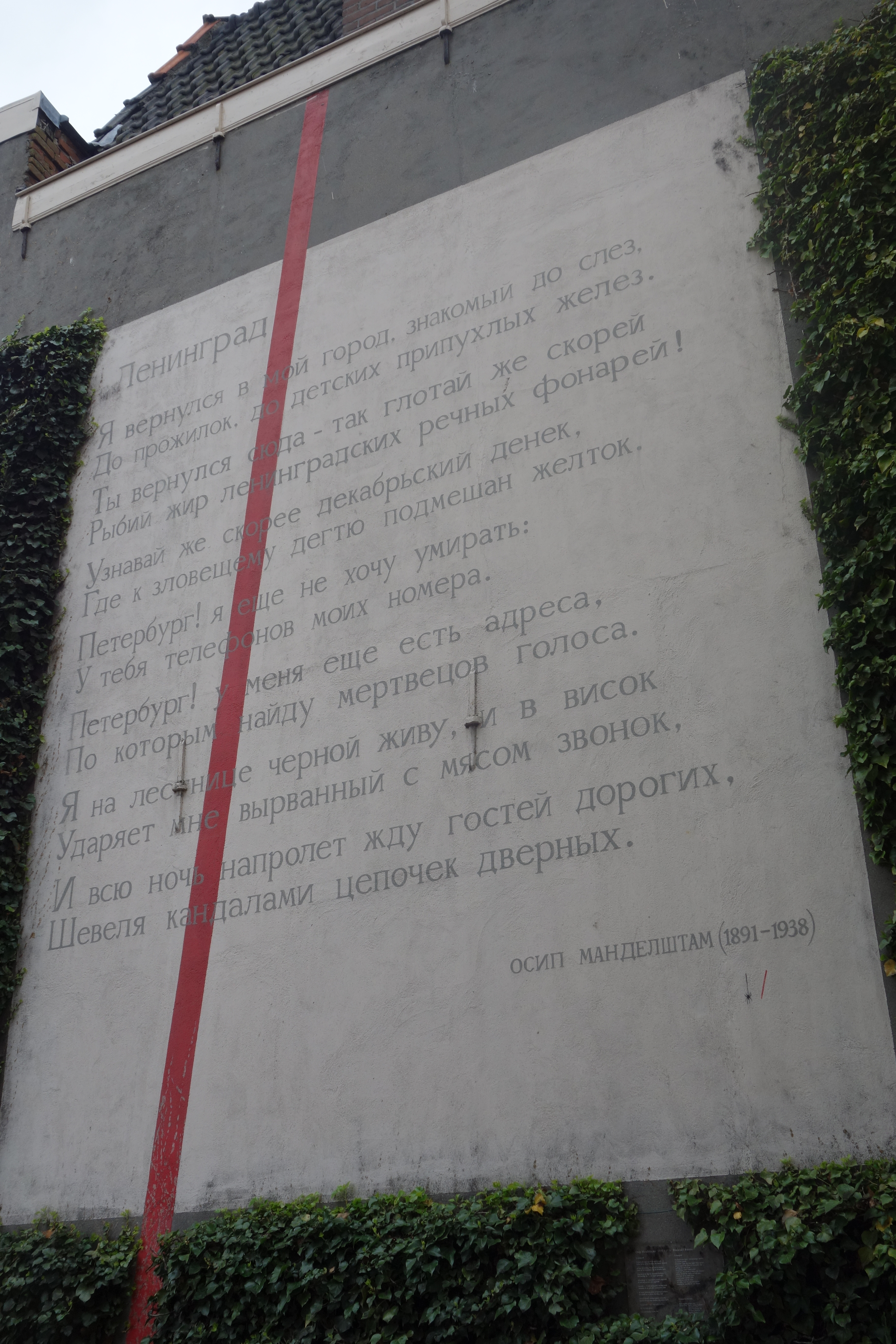
Leningrad sur un mur d'immeuble à Leyde, Pays-Bas.

- (La) Pierre (3 éditions : 1913, 1915, 1923)
- Tristia (1922) (édition non approuvée par Mandelstam[30])
- Le Deuxième Livre (1923) : comprend deux sections intitulées Tristia et 1921-1923
- Poésies (1928) où Mandelstam réunit son œuvre poétique en 3 parties : Pierre (1908-1915), Tristia (1916-1920) et 1921-1925.
- Poèmes de Moscou (1930-1934)
- Les Cahiers de Voronej (1935-1937)

#### Prose

##### Œuvres autobiographiques
- Pelisse (1922)
- «Шум времени» / Le Bruit du temps (1925)
- Le Timbre égyptien (1928)
- La Quatrième Prose (1929)

##### Essais, textes critiques
- «Утро акмеизма» / Le Matin de l'acméisme (1914, publié en 1919)
- «Слово и культура» / Verbe et culture (1921)
- «О природе слова» / De la nature du verbe (1922)
- «Пшеница человеческая» / Le Blé humain (1922)
- «Заметки о поэзии» / Remarques sur la poésie (1922-23)
- «Разговор о Данте» / Entretien sur Dante (1933)

##### Journaux de voyage
- Voyage en Arménie (Ossip Mandelstam), (1931)

### Œuvres disponibles en français
Œuvres complètes, traduites par Jean-Claude Schneider, appareil critique par Anastassia de La Fortelle, 2 vol. (I Œuvres poétiques, en édition bilingue, II Œuvres en prose). Ed. Le bruit du temps / La Dogana, 2018  (ISBN 978-2-35873-119-5)
En volumes séparés :

#### Poésie
- Tristia et autres poèmes, traduit du russe par François Kerel, Gallimard, 1975
- Tristia et autres poèmes, traduit et présenté par François Kérel, Poésie/Gallimard, 1982
- Poèmes, traduits du russe par Collectif, Ed. Radouga, Moscou, 1991
- Tristia, présenté et traduit par Michel Aucouturier, "La Salamandre", Imprimerie nationale, Paris, 1994
- Simple promesse (choix de poèmes 1908-1937), traduit par Philippe Jaccottet, Louis Martinez et Jean-Claude Schneider, La Dogana, 1994
- Poésie complète de Mandelstam en 4 volumes bilingues (traduction et commentaires de Henri Abril) :
  - Cahiers de Voronej (1935-1937), Circé, 1998
  - Poèmes de Moscou (1930-1934), Circé, 2001
  - Le Deuxième livre (1916-1925), Circé, 2002
  - (La) Pierre : Les premières poésies (1906-1915), Circé, 2003
- Les cahiers de Voronej, édition bilingue, traduit par Chritian Mouze, Harpo &, Marseille, 2005
- Nouveaux poèmes 1930-1934, Paris, Éditions Allia, 2010, 2e éd., 144 p. (ISBN 979-10-304-0892-8)

#### Prose
- Le Sceau égyptien, traduit du russe et postfacé par Claude B. Levenson, l'Âge d'Homme, 1968. (Rééd. Ginkgo, 2023.)
- La Rage littéraire, récits traduits du russe et préfacés par Lily Denis, Gallimard, 1972
- Voyage en Arménie, traduit du russe par Claude B. Levenson, L'Âge d'Homme, 1973
- Entretien sur Dante, traduit du russe par Louis Martinez, l'Âge d'Homme, 1977
- Physiologie de la lecture, traduit par André Du Bouchet, Fourbis, 1989
- De la poésie, traduit, présenté et annoté par Mayelasveta, "Arcades", Gallimard, 1990
- Le Timbre égyptien, traduit du russe et préfacé par Eveline Amoursky, Actes Sud, 1995
- Lettres, traduites du russe par Ghislaine Capogna-Bardet, Solin/Actes Sud, 2000
- Entretien sur Dante, précédé de la Pelisse, traduit par Jean-Claude Schneider ; préface de Florian Rodari, La Dogana, 2002
- Eté froid & autres textes, traduit par Ghislaine Capogna-Bardet, "Lettres russes", Actes Sud, 2004
- Voyage en Arménie, traduit, revu, et corrigé, par André du Bouchet, Mercure de France, 2005
- La 4e prose et autres textes, textes rassemblés et traduits par André Markowicz, "Titres 13", Christian Bourgois éditeur, 2006
- Le Bruit du temps, traduit par Edith Scherrer, préface de Nikita Struve (ru), "Titres 14", Christian Bourgois éditeur, 2006
- Piotr Tchaadaev, Humanisme et contemporanéité articles traduits du russe, Harpo &, 2006
- Le Timbre égyptien, traduit par Georges Limbour et D.S. Mirsky ; préface de Ralph Dutli ; postface de Clarence Brown, éditions [Le Bruit du temps], Paris, 2009
- Le Bruit du temps, traduit par Jean-Claude Schneider, Le bruit du temps éditeur, 2012.
- De la poésie, traduction et postface de Christian Mouze, Éditions La Barque, 2013
- ARMÉNIE - Voyage en Arménie & Poèmes, traduction et postface de Christian Mouze, Éditions La Barque, 2015
- Le Timbre égyptien, traduction de Christian Mouze, Éditions La Barque, 2017
- Propos sur Dante, traduction de Christian Mouze, Éditions La Barque, 2020
- Voyage en Arménie, traduction et avant-propos de Jean-Claude Schneider, postface de Serena Vitale (trad. J.-Ch. Vegliante), Le bruit du temps, 2021

## Citations
- C’est qu’un poème s’adresse toujours à quelqu’un, à un « destinataire inconnu ». (Voir Ievgueni Baratynski)
- En me privant des mers, de l’élan, de l’envol, Pour donner à mon pied l’appui forcé du sol, Quel brillant résultat avez-vous obtenu, Vous ne m’avez pas pris ces lèvres qui remuent.
- L'amour et la peur ne connaissent pas d'issue.
- Il n'est pas rare d'entendre dire : Bon, mais tout cela c'est d'hier. Or je dis que cet hier n'est pas encore venu, qu'il n'a pas réellement existé.